# Prosethilla kramerella
Prosethilla kramerella är en tvåvingeart som först beskrevs av Stein 1924.  Prosethilla kramerella ingår i släktet Prosethilla och familjen parasitflugor. Inga underarter finns listade i Catalogue of Life.